# Сейшас Диас, Андре Филиппе
Андре Сейшас Диас Филиппе или просто Андре Диас (порт. André Felippe Seixas Dias; род. 11 марта 1981, Монтис-Кларус) — бразильский футболист, форвард.

## Биография
Выступал за клуб российской премьер-лиги «Спартак» Москва с марта по июль 2003 года. В его составе провёл по одному официальному матчу в чемпионате и Кубке России, а также два матча в Кубке Премьер-лиги. В первом же игре на этом турнире Диас дважды поразил ворота Евгения Корнюхина из подмосковного «Сатурна».

## Достижения
- Обладатель Кубка России 2002/2003.
- Чемпион Бразилии 2002 года в составе клуба «Сантос».